# Angeordnete Gruppe
In der Gruppentheorie, einer Teildisziplin der Mathematik, ist eine angeordnete Gruppe (engl. left-orderable group) eine Gruppe zusammen mit einer totalen Ordnung „{\displaystyle <}“, die mit der durch die Multiplikation gegebenen Linkstranslation verträglich ist. Bekannte Beispiele sind die Gruppen der ganzen und reellen Zahlen.

## Definition
Sei {\displaystyle G} eine Gruppe. Eine links-invariante Anordnung auf {\displaystyle G} ist eine totale Ordnung, so dass für alle {\displaystyle a,b,c\in G} gilt:
{\displaystyle a<b\Longleftrightarrow ca<cb}.
Eine angeordnete Gruppe ist eine Gruppe mit einer links-invarianten Ordnung.
Äquivalent kann man eine links-invariante Ordnung charakterisieren durch eine disjunkte Zerlegung
{\displaystyle G=P\cup N\cup \left\{Id\right\}}
mit {\displaystyle P\cdot P\subset P} und {\displaystyle P^{-1}=N}.
Die Anordnung ergibt sich aus der Zerlegung via
{\displaystyle a<b\Longleftrightarrow a^{-1}b\in P}.

## Beispiele
- {\displaystyle \mathbb {Z} } und {\displaystyle \mathbb {R} } sind angeordnete Gruppen.
- Wenn es in einer Gruppe Torsionselemente (d. h. Elemente endlicher Ordnung) gibt, dann kann die Gruppe keine links-invariante Anordnung haben.
- Jede torsionsfreie abelsche Gruppe ist eine angeordnete Gruppe.
- Freie Gruppen sind angeordnet.
- {\displaystyle SL(2,\mathbb {R} )} und {\displaystyle SL(2,\mathbb {Z} \left[{\frac {1}{p}}\right])} besitzen keine links-invariante Anordnung.
- Satz von Dehornoy: Zopfgruppen sind angeordnet.
- Satz von Rourke-Wiest: Abbildungsklassengruppen von Flächen mit nichtleerem Rand sind angeordnet.
- Satz von Boyer-Rolfsen-Wiest: Fundamentalgruppen {\displaystyle \pi _{1}M} von kompakten, {\displaystyle P^{2}}-irreduziblen 3-Mannigfaltigkeiten {\displaystyle M} mit {\displaystyle b_{1}(M)>0} sind angeordnet.
- Wenn {\displaystyle K} und {\displaystyle H} angeordnete Gruppen sind und

{\displaystyle 0\rightarrow K\rightarrow G\rightarrow H\rightarrow 0}
eine kurze exakte Sequenz ist, dann besitzt {\displaystyle G} eine links-invariante Anordnung, die mit der von {\displaystyle K} kompatibel ist und für die die Abbildung {\displaystyle G\rightarrow H} monoton ist.
- Satz von Burns-Hale: Eine Gruppe {\displaystyle G} besitzt eine links-invariante Anordnung, wenn es zu jeder endlich erzeugten Untergruppe {\displaystyle H\subset G} einen surjektiven Homomorphismus {\displaystyle \phi :H\rightarrow L_{H}} auf eine angeordnete Gruppe {\displaystyle L_{H}\not =1} gibt. Insbesondere besitzt {\displaystyle G} eine links-invariante Anordnung, wenn für jede endlich erzeugte Untergruppe {\displaystyle H\subset G} gilt: {\displaystyle H^{1}(H,\mathbb {Z} )\not =0}.
- Die universelle Überlagerung von {\displaystyle SL(2,\mathbb {R} )} ist eine angeordnete Gruppe, obwohl {\displaystyle H^{1}(H,\mathbb {Z} )=0} für alle ihre endlich erzeugten Untergruppen {\displaystyle H} gilt.
- Eine abzählbare Gruppe besitzt eine links-invariante Anordnung dann und nur dann, wenn sie isomorph zu einer Untergruppe von {\displaystyle Homeo^{+}(\mathbb {R} )}, der Gruppe der orientierungs-erhaltenden Homöomorphismen des {\displaystyle \mathbb {R} ^{1}}, ist.
- Satz von Hölder: Eine Gruppe besitzt eine links-invariante archimedische Anordnung dann und nur dann, wenn sie isomorph zu einer Untergruppe von {\displaystyle \mathbb {R} } ist.

## Bi-invariante Anordnungen
Eine rechts-invariante Anordnung auf einer Gruppe {\displaystyle G} ist eine totale Ordnung, so dass für alle {\displaystyle a,b,c\in G} gilt:
{\displaystyle a<b\Longleftrightarrow ac<bc}.
Jede angeordnete Gruppe besitzt auch eine rechts-invariante Anordnung, die aber im Allgemeinen nicht mit der links-invarianten Anordnung übereinstimmt.
Eine bi-invariante Anordnung ist eine Anordnung, die gleichzeitig links- und rechts-invariant ist. Zum Beispiel besitzen torsionsfreie abelsche Gruppen oder die reine Zopfgruppe eine bi-invariante Anordnung.